# Тумба (Трън)
 Вижте пояснителната страница за други значения на Тумба.
Тумба  (на македонска литературна норма: Тумба) е археологически обект, селище от Новокаменната епоха (Неолита), край битолското село Трън, Северна Македония.

## Местоположение
Намира се в самото село.

## Характеристики
Тумбата има диаметър около 300 m и запазена височина 5 m. Някои от селските къщи са построени върху него, така че при изкопаване на основите собствениците откриват фрагменти от керамични съдове, каменни и кремъчни сечива, топчета за прашка и други.